# Tragedia Rosji i jej trzy epoki
Tragedia Rosji i jej trzy epoki – polski niemy dramat historyczny z 1921 roku. 

## Fabuła
Akcja toczy się w Rosji na przełomie XIX i XX wieku. Film ukazuje korupcję i degenerację caratu pod koniec XIX wieku oraz okoliczności i przebieg rewolucji. Na tle burzliwych wydarzeń historycznych obserwujemy miłość Andrzeja i córki profesora Jordana.

## Obsada
- Jan Szymański (car),
- Antoni Różański
- Wiktor Biegański
- Aleksandra Ćwikiewicz
- Jan Janusz
- Lucjan Jastrzębiec-Kraszewski